# Fritz Ernst Bettauer
Fritz Ernst Bettauer, Pseudonym: Fritz Ernst (* 23. Juni 1887 in Breslau; † 17. April 1952 in Berlin), war ein deutscher Erzähler, Dramatiker und Rundfunkpionier.

## Leben
Fritz Ernst Bettauer wuchs in Breslau auf und erlernte den Beruf des Apothekers. Als junger Mann schloss er sich der Breslauer Dichterschule an. 1913 verfasste er einen  historischen Roman sowie – gemeinsam mit Carl Biberfeld – ein Festspiel zur Erinnerung an die Befreiungskriege. Im gleichen Jahr wurde er Pressechef der Breslauer Jahrhundert-Ausstellung und 1922 für die Gerhart-Hauptmann-Festspiele.
1919 legte er eine Jubiläumsschrift zum 50-jährigen Bestehen des Lobe-Theaters vor.
Schon früh beschäftigte sich Fritz Ernst Bettauer mit den dramaturgischen Möglichkeiten des Rundfunks, der nach seiner Meinung die Pflicht habe, literarische Autoren angemessen zu honorieren. Mit 37 Jahren wurde er gemeinsam mit Edmund Nick künstlerischer Leiter der Schlesischen Funkstunde. In dieser Zeit betätigte er sich umfangreich als Hörspielregisseur und -sprecher. Im September 1925 trat er wegen Streitigkeiten über die Gestaltung des Programms mit dem Vorstand des Aufsichtsrates, Alexander Vogt, zurück. Sein Nachfolger wurde Friedrich Bischoff. Fortan betätigte sich Bettauer, beispielsweise in einem von ihm gegründeten Rundfunkjahrbuch und verschiedenen Programmzeitschriften, als Rundfunkkritiker. 1926 forderte er die Einführung von Rundfunkintendanten. 
Bettauer war bis 1933 Vorsitzender des Bezirks Schlesien des Schutzverbandes Deutscher Schriftsteller. Laut der Liste des schädlichen und unerwünschten Schrifttums vom 31. Dezember 1938 waren seine sämtlichen Schriften in der NS-Zeit verboten.
Nach dem Zweiten Weltkrieg wurde er Geschäftsführer der Zentralstelle der Autoren und Verleger, die gemeinsam von Autoren und Verlegern betrieben wurde, um ausstehende Tantiemen einzufordern.

## Werke
- Das Volk steht auf! Roman aus den Freiheitskriegen. Heege, Schweidnitz 1913
- (mit Carl Biberfeld) Sieben gegen einen. Festspiel, Breslau 1913
- (mit Richard Gorter) Fünfzig Jahre Schauspiel in Breslau. Zum fünfzigjährigen Jubiläum des Lobe- und Thaliatheaters. Püffel & Danigel, Breslau 1919
- Die Entstehung der Gerhart-Hauptmann-Festspiele. In: Breslauer Theater-Woche Jg. 2, Nr. 28 v. 14. August 1922, S. 7–10
- RundfunkIntendanzen. In: Die Sendung. Rundfunkwoche Jg. 2 (1926), H. 14, S. 7
- Wege und Irrwege des Mikrophons. In: Funk. Die Wochenschrift des Funkwesens Jg. 4 (1927), S. 265–266
- Der deutsche Rundfunk am Scheideweg. In: Rundfunk-Rundschau. Organ des Reichsverbandes der Rundfunkhörer e. V. Jg. 1929, Nr. 9 v. 3. März, S. 2; Nr. 13 v. 31. März S. 2; Nr. 14 v. 7. April, S. 2; Nr. 15 v. 14. April, S. 2; Nr. 16 v. 21. April, S. 2
- (mit Georg Lichey) Die unter Tage. Ein Stück Zeittheater in sechs Bildern. Verlag Friede durch Recht, Schweidnitz 1930
- (Hrsg.) Schlesischer Funkkalender. Ein Jahrbuch der schlesischen Rundfunkhörer Jg. 1–3 (1927–1930), Breslau
- (mit Georg Lichey) Die Kamarilla. Ein Stück deutschen Schicksals in zehn Bildern. Verlag Chronik der Menschheit, Schweidnitz 1932
- Kleinjogg der Musterbauer in Bildern seiner Zeit. Atlantis-Verlag. Zürich, Berlin 1935
- Der Volkstribun. Schauspiel in fünf Akten. Vereinigte Bühnen- und Musikverlage, Bad Kissingen 1947
- Kleiner Denkstein. Novelle. Pinguin-Verlag, Berlin 1947, auch erschienen als Fortsetzungsroman in der Berliner Wochenzeitschrift Der Weg. Zeitschrift für Fragen des Judentums 1948.
- Praktische Selbsthilfe. In: Telegraf Jg. 2, Nr. 276 v. 26. November 1947, S. 5
- (mit Giambattista Basile, Charles Perrault, Jakob und Wilhelm Grimm) Dornröschen in drei Sprachen. Huber, Bern 1949
- (mit Paul Rainer und Alfred Strasser) Robert und Bertram. Volksstück in acht Bildern. Unter Benutzung von Motiven der gleichnamigen Posse von Gustav Räder. Verlag Henschel und Sohn, Berlin 1952

## Weblink
- Literatur von und über Fritz Ernst Bettauer im Katalog der Deutschen Nationalbibliothek

| Personendaten    | Personendaten            |
| ---------------- | ------------------------ |
| NAME             | Bettauer, Fritz Ernst    |
| KURZBESCHREIBUNG | deutscher Schriftsteller |
| GEBURTSDATUM     | 23. Juni 1887            |
| GEBURTSORT       | Breslau                  |
| STERBEDATUM      | 17. April 1952           |
| STERBEORT        | Berlin                   |